# Браћа Макмален
Браћа МекМален (енгл. The Brothers McМullen), америчка је трагикомедија из 1995. Написана и режирана од стране Едварда Бернса („Edward Burns”), који такође тумачи једну од главних улога. Филм прати животне приче три Ирска католика, браће МекМален са Лонг Ајленда, из државе Њујорк. Радња филма обухвата период од три месеца у којима је приказана њихова свакоднева борба са вредностима, која се може протумачити као борба добра и зла, кроз идеје о љубави, сексу, браку, религији и породици.

## Радња
Радња филма почиње са Финбаром „Бари” („Barry”) МекМаленом који стоји изнад гроба свог скоро преминулог оца, заједно са својом мајком која му говори да се враћа у своју домовину Ирску, да буде се човеком по имену Финбар O'Шегнеси (по коме је Бари добио име), њеном дугогодишњом љубави. Она говори Барију да је дала најбољих 35 година свог живота његовом оцу, те да ће сада почети да живи живот какав жели са човеком ког заиста воли.
Џек („Jack”, најстарији од тројице браће) купује родитељску кућу и почиње да живи у њој са својом женом Моли („Molly”). Међутим, Џек убрзо потом бива растрзан између љубави према Моли и страсти коју осећа према Ен („Ann”), његовој бившој љубави. У међувремену, Бари и најмлађи брат Патрик („Patrick”), се привремено усељавају код Џека. Патрик (најмлађи од тројице браће) планира да оконча своју веридбу са Сузан („Susan”), али након што она њега остави пада у депресију. Након много туге, Сузан га прима назад. Патрик тада одлучује да у потпуности прекине сваки контакт са Лесли („Leslie”), аутомеханичарком. Када Патрик посети Лесли, они одлуче да оду у Калифорнију заједно, колима које Лесли поправља у том тренутку.
Бари не показује ни трунку интересовања за дуготрајну везу, све док не упозна Одри („Audrey”), жену коју оптужује да му је „украла” стан који је он покушао да изнајми. Иако ствари међу њима нису почеле нарочито добро, они постају све ближи и убрзо потом започињу везу. У међувремену, Моли сазнаје за Џекову аферу, након што је нашла кондом у његовим панталонама када их је прала. Она тада покуша да се суочи са њим али он одбија сваки разговор.
Џек прекида своју аферу са Ен. Он се враћа кући одлучан да поправи свој скоро пропали брак, но не пре него што посети очев гроб обећавши му да ће бити бољи муж својој жени него што је он то био, просипајући флашу Ирског вискија преко гроба. Бари одлучује да се усели са Одри и да подигне њихову везу на нови ниво. Филм се завршава са окупљањем сва три брата у породичној кући, са њиховом новом вером у љубав и жељом да не дозволе да им духови прошлости стану на пут срећи.

## Глумци
| Глумац          | Улога                  |
| --------------- | ---------------------- |
| Шери Алберт     | Сузан                  |
| Максин Банс     | Одри                   |
| Кетрин Болц     | Госпођа МекМален       |
| Кони Бритон     | Моли МекМален          |
| Едвард Бернс    | Бери (Финбар) МекМален |
| Питер Јохансен  | Марти                  |
| Џенифер Џостин  | Лесли                  |
| Мајкл МекГлоун  | Патрик МекМален        |
| Елизабет МекКеј | Ен                     |
| Џек Малкејхи    | Џек МекМален           |

## Продукција
Eдвард Бернс („Edward Burns”) је написао сценарио у пролеће 1993. док је радио као асистент продукције у Ентертејмент Тунајт-у. Тамо је радио за камермана по имену Дик Фишер („Dick Fisher”), који је каснио продуцирао и монтирао филм. Бернсова Ирско-католичка позадина је усађена у сценарио и филм се углавном снимао у његовој породичној кући у правом животу, у месту Вали Стрим („Valley Stream”) на Лонг Ајленду. Снимање се одвијало викендима у Њујорк држави и обухватало је период од преко осам месеци.
Филм се снимао 16 мм филмском траком и првобитно је коштао само $28,000. Едвард је успео да уштеди новац поставивши оглас у Бекстејџ магазину, у којем је тражио Ирско-Америчке глумце који су вољни да раде за џабе, са обезбеђеним ручком.
Када је Роберт Редфорд био у Ентертејмент Тунајт студију на интервју-у, Барнс га је сусрео у лифту и да му копију филма, замоливши га да га одгледа. Редфорд га је касније позвао да филм прикаже на Сандендс Филмском Фестивалу. Приказивање на фестивалу је довело да продукцијског уговора, који је укључивао додатних $200,000 за пост-продукцијски посао и за добијање ауторских права за песму коју пева Сара Лелан („Sara McLahlan”) „I Will Remember You”, која је додата накнадно.

## Пријем
Филм је освојио награду жирија 1995. године на Санденс Филмском Фестивалу. Тада је одабран за дистрибуцију од стране „20th Century Fox-a” и зарадио је преко $10 милиона у Америци, учинивши га једним од најпрофитабилнијих независних филмова ове ере. Према речима Том Ротмана („Tom Rothman”), то је такође био први филм објављен од стране „Fox Searchlight Pictures”. Који је основао за „20th Century Fox”, са циљем објављивања независних, драмских, страних и ауторизованих филмова поред тога што се студио налази у Холивуду. Едвард Барнс је прозван „Нови Вуди Ален”, чак је и наставио да прави филмове сличне његовим после.
На сајту Rotten Tomatoes, филм има рејтинг од 89 % који је базиран на основу 39 критика.

## Награде
- „Sundance Filmski Festival” 1995 — Главна награда жирија
- „Independent Spirit Award” 1995 — Најбоље прво приказивање
- „Deaville Film Festival” 1995 — Специјална награда жирија („Edward Burns”)